# Ceiba jasminodora
Ceiba jasminodora är en malvaväxtart som först beskrevs av A. St.-hil., och fick sitt nu gällande namn av Karl Moritz Schumann. Ceiba jasminodora ingår i släktet Ceiba och familjen malvaväxter. Inga underarter finns listade i Catalogue of Life.